# فرناندو باراچینا
فرناندو باراچینا (انگلیسی: Fernando Barrachina; ۲۴ فوریهٔ ۱۹۴۷ – ۴ ژانویهٔ ۲۰۱۶) بازیکن فوتبال اهل اسپانیا بود.
از باشگاه‌هایی که در آن بازی کرده‌است می‌توان به باشگاه فوتبال کادیس، باشگاه فوتبال گرانادا، و باشگاه فوتبال والنسیا اشاره کرد.
وی همچنین در تیم‌های ملی فوتبال زیر ۲۳ سال اسپانیا و اسپانیا بازی کرده‌است.